# Azerbejdżańskie Narodowe Muzeum Dywanów w Baku
Azerbejdżańskie Narodowe Muzeum Dywanów (azer. Azərbaycan Milli Xalça Muzeyi) – muzeum założone w 1967 roku, znajdujące się w Baku przy ulicy Mikayıl Useynov 28, którego celem jest gromadzenie azerskich dywanów, a także badanie i popularyzacja sztuki tradycyjnego tkania dywanów. 

## Historia
Muzeum dywanów w Baku zostało utworzone decyzją Rady Ministrów Azerbejdżańskiej SSR z 13 marca 1967 roku. Do 1993 roku nosiło nazwę Azerbejdżańskie Państwowe Muzeum Dywanów i Ludowej Sztuki Stosowanej.
Głównym celem powstania muzeum było gromadzenie azerskich dywanów oraz ich naukowe badanie. Muzeum powstało z inicjatywy Lətifa Kərimova, badacza historii dywanów, a zarazem artysty tkacza.
Pierwsza stała wystawa została otwarta 26 kwietnia 1972 roku. Początkowo siedzibą muzeum był meczet Cümə. W 1992 roku zbiory muzeum zostały przeniesione do dawnego Muzeum Włodzimierza Lenina, gdzie były prezentowane w 13 salach na drugim piętrze. W 2007 roku prezydent Republiki Azerbejdżanu podpisał dekret dotyczący budowy nowej siedziby muzeum. Projekt budynku, przypominającego swoim kształtem zwinięty dywan, wykonał austriacki architekt Franz Janz. Budynek oddano do użytku w 2014 roku.

## Działalność muzeum
Muzeum jest ośrodkiem kulturalnym i edukacyjnym, a także znaczącym ośrodkiem naukowym prowadzącym badania nad tradycyjnym tkactwem dywanów. Muzeum organizuje wiele wystaw, konferencji i sympozjów. W 2004 roku współdziałało przy tworzeniu ustawy o ochronie i rozwoju azerskich dywanów, później także przy wpisie tradycyjnej sztuki tkania dywanów na listę reprezentatywną niematerialnego dziedzictwa kulturowego UNESCO. W 2019 roku muzeum otrzymało status muzeum narodowego, w uznaniu za znaczący wkład w popularyzację i promocję sztuki tradycyjnego tkania dywanów.

## Galeria

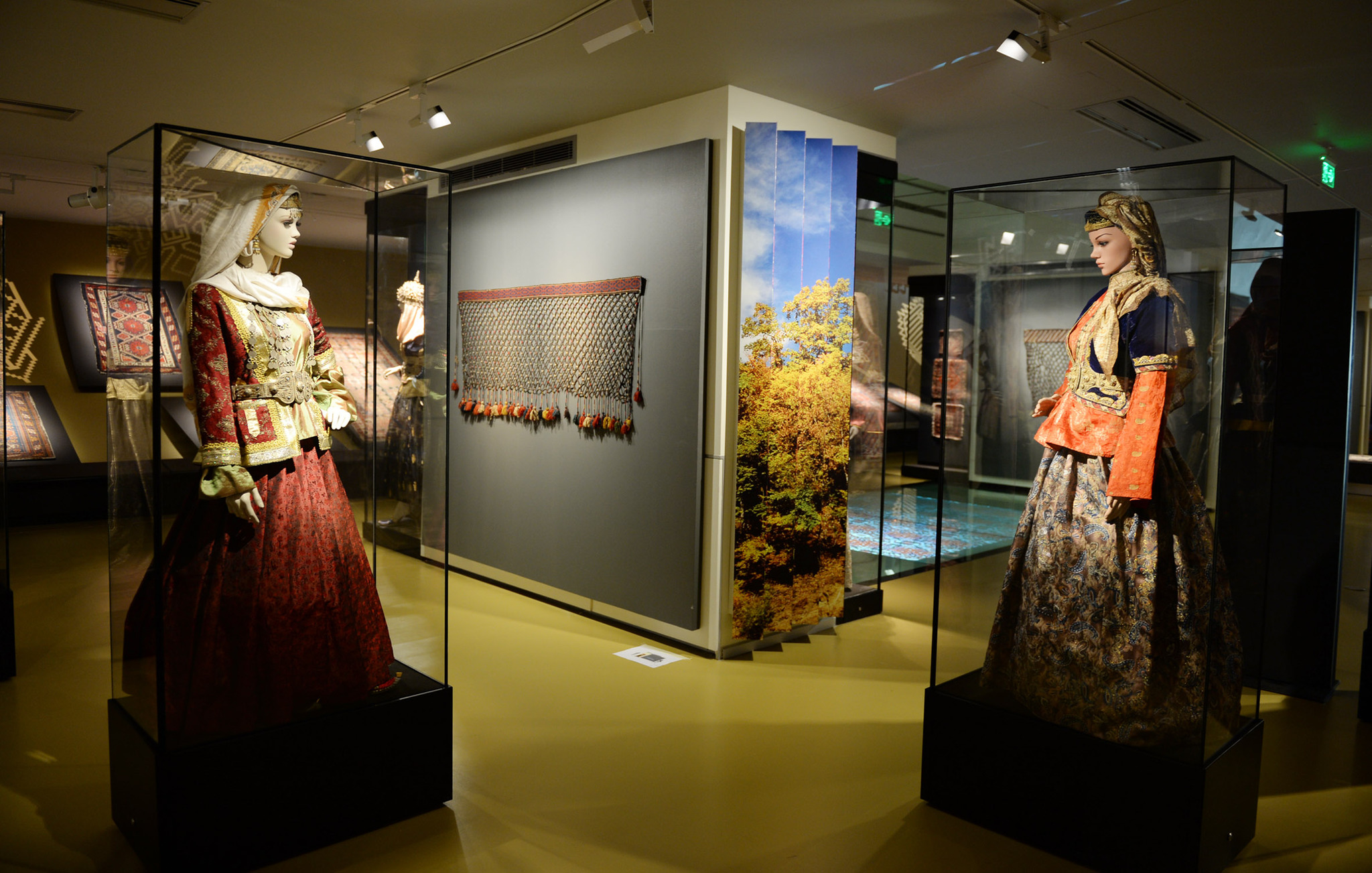
Ekspozycja strojów ludowych (2014)
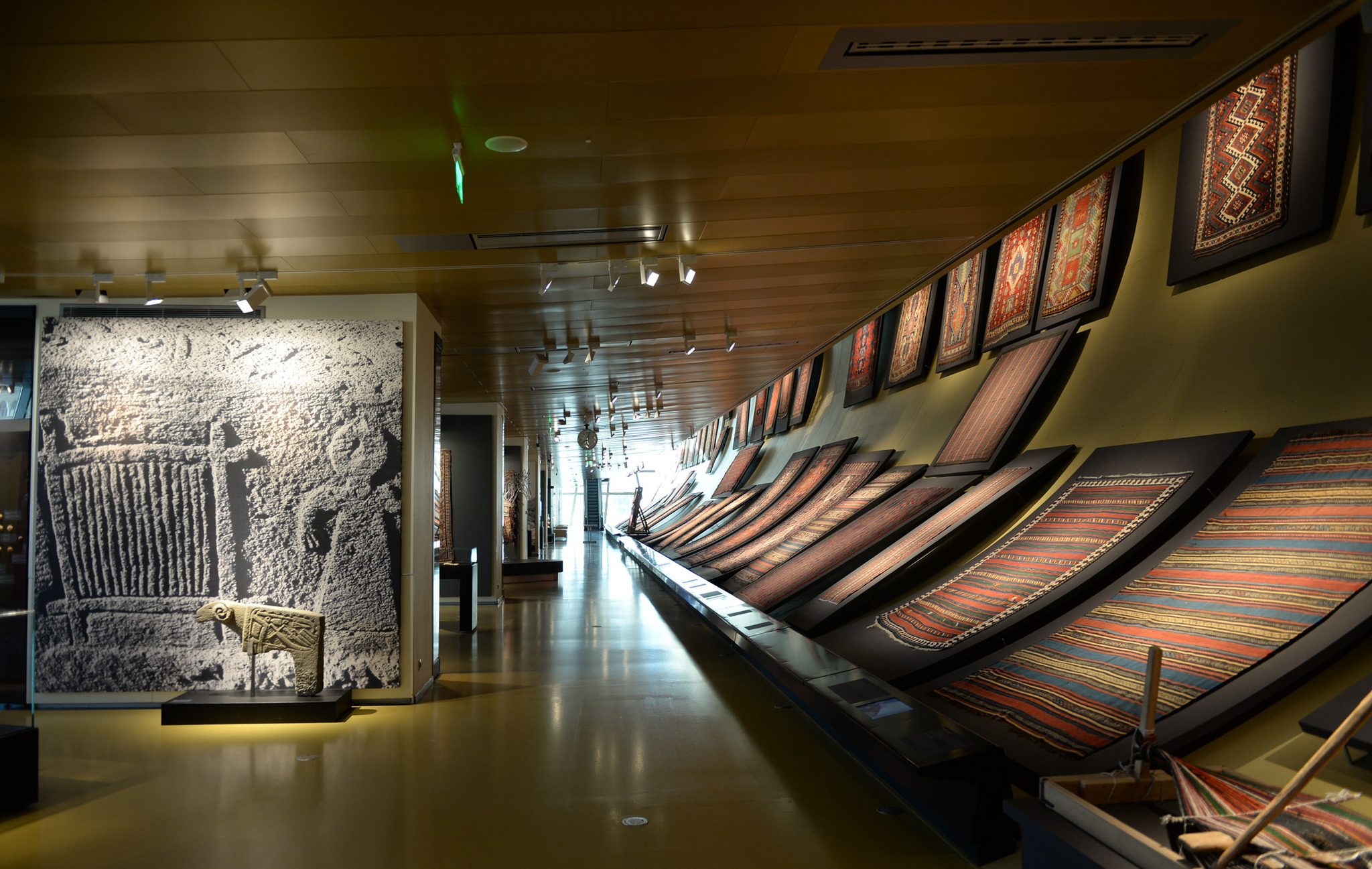
Ekspozycja dywanów (2014)
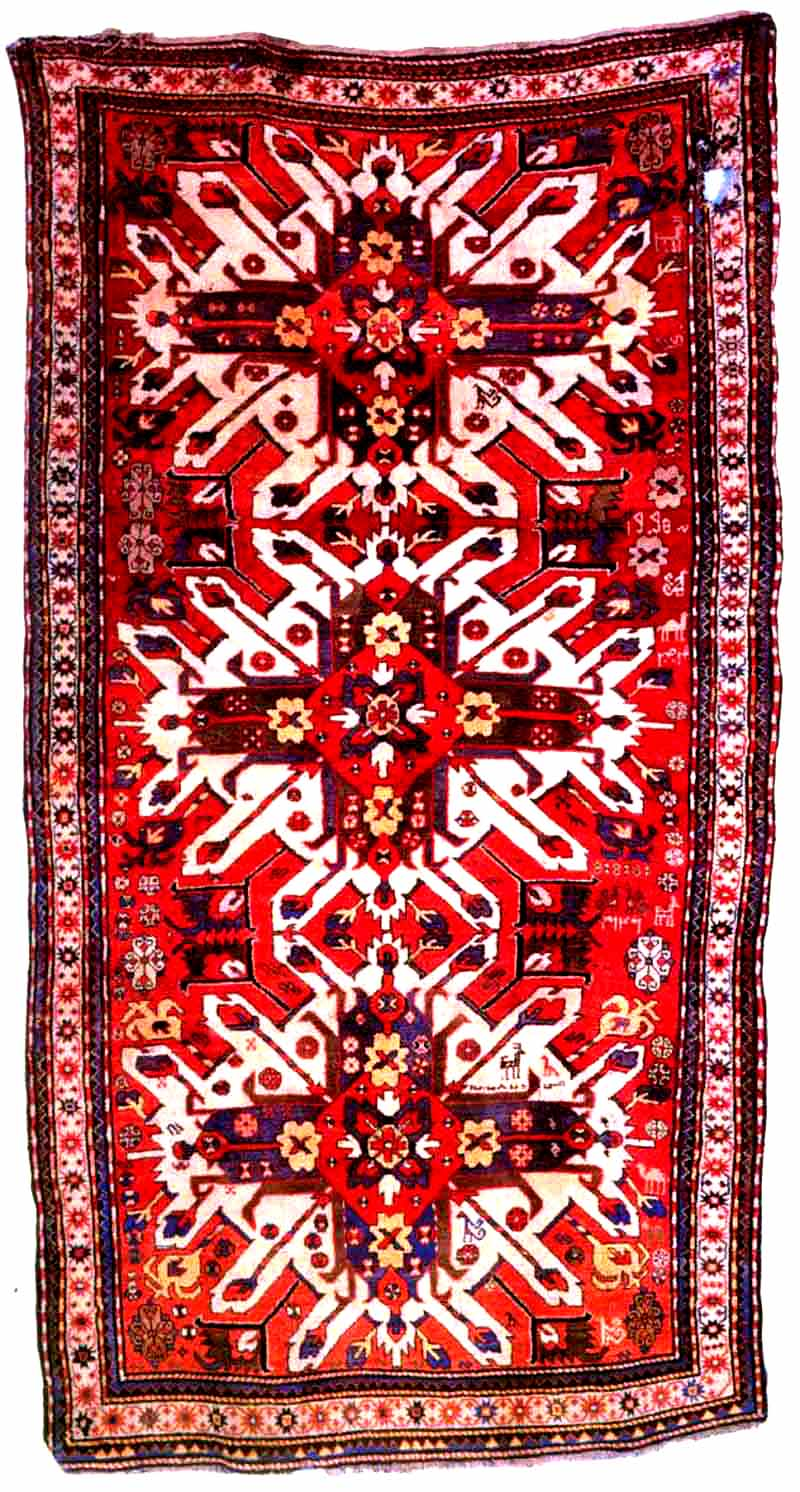
Dywan Czelebi, szkoła karabaska (XVIII wiek)
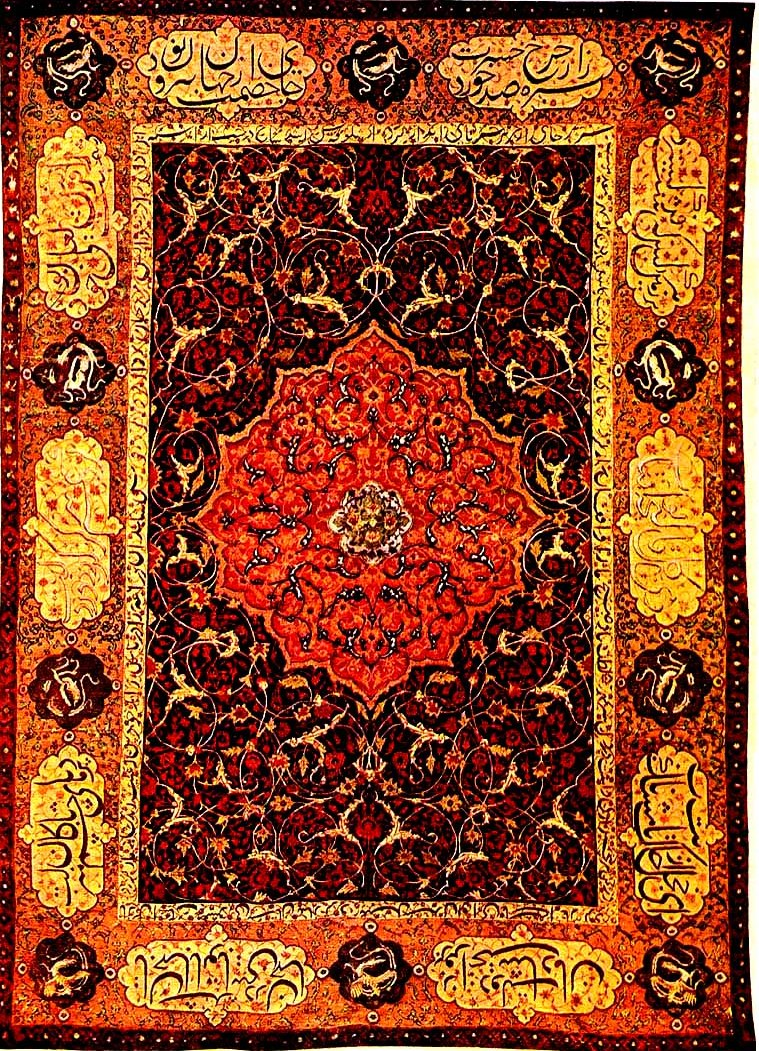
Dywan ze szkoły Tabrizu (XVIII wiek)
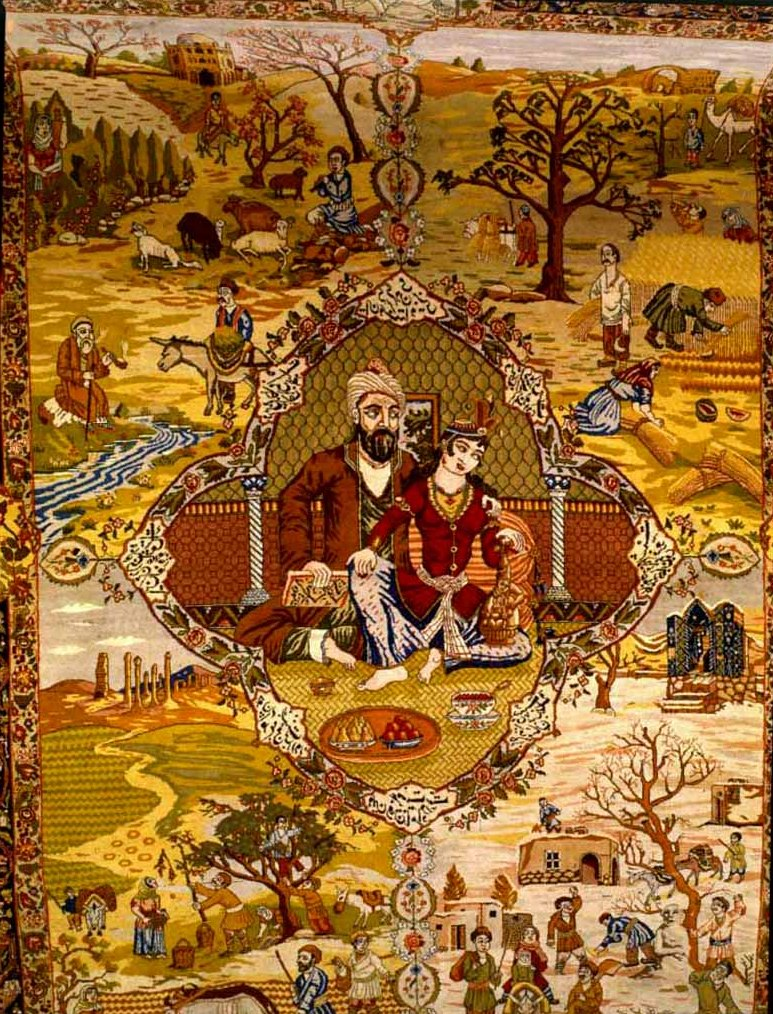
Dywan ze szkoły Tabrizu (XIX wiek)
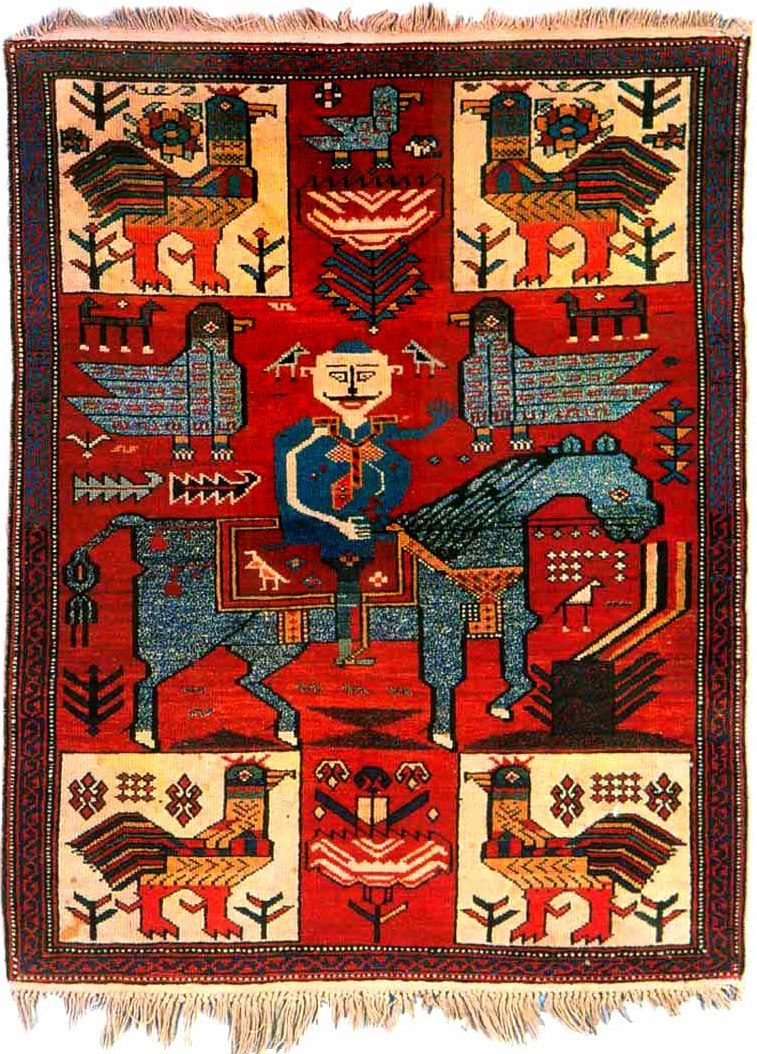
Dywan ze szkoły Szirwan (XIX wiek)
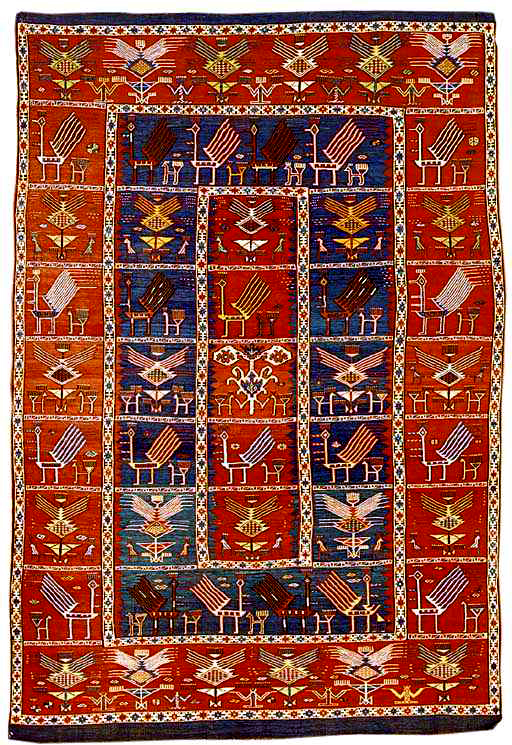
Dywan Zili(inne języki) (około 1900 roku)
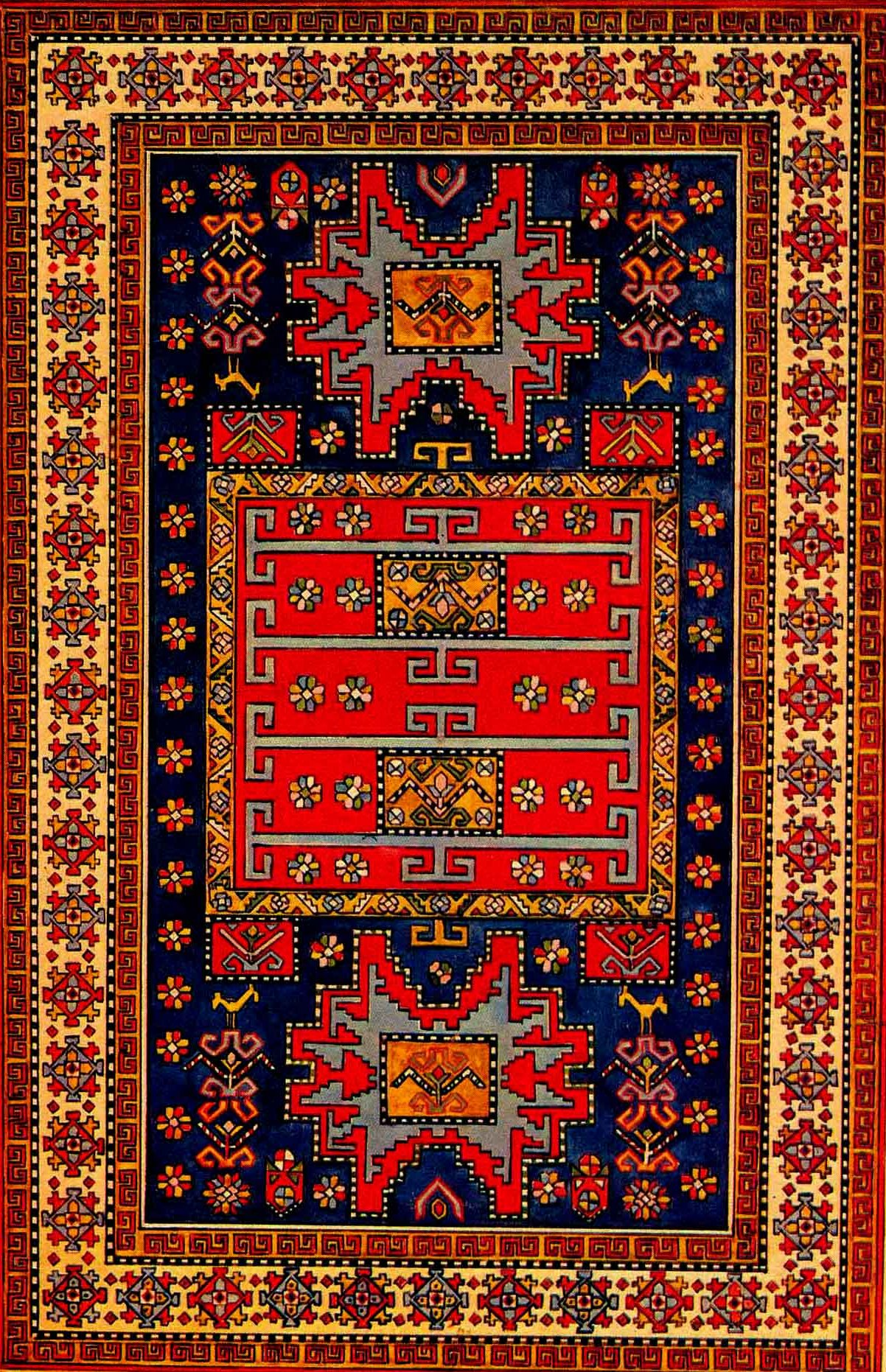
Dywan Samux(inne języki) (XVIII wiek)